# عنکبوت مقدس
عنکبوت مقدس (به انگلیسی: Holy Spider) یک فیلم در ژانر نوآر، دلهره‌آور و جنایت واقعی به کارگردانی و نویسندگی علی عباسی و نویسندگی مشترک افشین کامران بهرامی محصول سال ۲۰۲۲ است. در این فیلم زر امیرابراهیمی، مهدی بجستانی، نیما اکبرپور، سارا فضیلت، فروزان جمشیدنژاد، آرش آشتیانی و سینا پروانه ایفای نقش می‌کنند. این فیلم اقتباسی از داستان واقعی سعید حنایی است؛ قاتلی زنجیره‌ای ملقب به قاتل عنکبوتی که ۱۶ زن روسپی را بین سال‌های ۲۰۰۰ تا ۲۰۰۱ در مشهد به قتل رساند. داستان فیلم، روزنامه‌نگار زن مشهدی روزنامه خراسان را در حال تحقیق دربارهٔ یک قاتل زنجیره‌ای را روایت می‌کند .
عباسی در سال ۲۰۰۲ با الهام از مستندی با همین موضوع شروع به نوشتن پیش‌نویس‌های اولیه برای یک فیلم کرد. او که با وفاداری وقایع را دنبال کرد، در نهایت برای تغییردادن جهتِ موضوع، برخی اسامی افرادی که هنوز در ایران هستند را تغییر داد و وارد داستان کرد. ساخت فیلم به صورت رسمی در ۲۰۱۶ اعلام شد و تصویربرداری اصلی، پس از تلاش‌هایی ناموفق برای فیلمبرداری در کشورهای ایران و ترکیه، در مهٔ ۲۰۲۱ در اردن انجام شد. ترکیه مسائل سیاسی و روابط دولت ترکیه با نظام جمهوری اسلامی را دلیل این رد همکاری عنوان کرد؛ این فیلم که توسط پروفایل پیکچرز و وان تو فیلمز تولید شده، یک همکاری مشترک بین کشورهای آلمان، دانمارک، سوئد و فرانسه است، و توسط یوتوپیا، موبی و دیگر توزیع‌کنندگان در نقاط مختلف جهان توزیع شده‌است.
عنکبوت مقدس برای رقابت نخل طلای هفتاد و پنجمین دورهٔ جشنواره فیلم کن انتخاب شد و در ۲۲ مهٔ ۲۰۲۲ نمایش داده شد. امیرابراهیمی به عنوان نخستین بازیگر زن ایرانی، برندهٔ جایزه بهترین بازیگر نقش اول زن از این جشنواره شد. این فیلم نقدهای عموماً مطلوبی را از سوی منتقدان دریافت کرد و از بازی بازیگران (به ویژه امیرابراهیمی و بجستانی) و کارگردانی تمجید شده‌است، اما برخی موضوعات و صحنه‌های خشونت‌آمیزِ آن در نقدهایی از سوی منتقدان، «سخت برای تماشا» معرفی شده‌است؛ اکران این فیلم در جشنوارهٔ کن با واکنش‌های مختلفی در شبکه‌های اجتماعی و از سوی رسانه‌های وابسته به ایران همراه بود.

## داستان
داستان فیلم تماماً در شهر مشهد می‌گذرد. رحیمی، یک روزنامه‌نگار زن از تهران وارد شهر می‌شود تا به یک سری قتل‌های زنجیره‌ای زنان فاحشه محلی رسیدگی کند. قتل‌ها از یک الگو پیروی می‌کنند: زنان توسط مردی سوار بر موتورسیکلت از اطراف منطقه جمع‌آوری می‌شوند، به جای دیگری برده می‌شوند و با روسری خود خفه می‌شوند؛ سپس اجساد آن‌ها در مناطق زباله محلی انداخته می‌شوند. قاتل زنجیره‌ای سعید حنایی (با نام عظیمی) از همان ابتدا معرفی می‌شود. افتتاحیه فیلم آخرین بعد از ظهر یکی از قربانیان او را نشان می‌دهد: او که معتاد به تریاک است، پیش از اینکه با عظیمی قرارداد ببندد، با یک سری از مشتریان ملاقات می‌کند. آن‌ها به یک مجتمع آپارتمانی فرسوده سفر می‌کنند، اما او مشکل را احساس می‌کند و پیش از ورود به آپارتمان سعی می‌کند فرار کند. عظیمی او را در راه پله خفه می‌کند و سپس با جسد او با موتورسیکلتش فرار می‌کند.
رحیمی در تحلیل شواهد و مدارک تیزبین است، و واقعاً نگران سرنوشت قربانیان این قتل‌ها است. او با یک کارآگاه مرد به نام شریفی رابطه‌ای تحقیقاتی برقرار می‌کند که از او حمایت می‌کند، اما در بیشتر موارد برخورد او با پلیس محلی مملو از بی‌اعتنایی و پنهان‌کاری است. شریفی با قاتل در تماس است که از سوی عظیمی به نوعی تبلیغاتی انتخاب شده‌است. ضبط‌ها و خاطرات شریفی به رحیمی، بینشی در مورد انگیزه قتل می‌دهد: عظیمی مردی است که به نوبهٔ خود دوستانه اما «انفجاری» است و از زنان فاحشه بیزار است. او مدعی است که شهر را «به نام امام رضا»، هشتمین امام شیعیان، پاکسازی می‌کند. او در حال اشک‌ریختن در حرم علی ابن موسی الرضا نشان داده می‌شود.
زن‌ستیزی فرهنگی در تعاملات رحیمی با مردان در جریان تحقیقاتش رخنه می‌کند. رستمی، یک کارآگاه یونیفرم‌پوش، در ابتدا دوست‌داشتنی به نظر می‌رسد اما پس از رد شدن درخواست پیشروی‌اش به رحیمی، او را به سخره می‌گیرد. یک روحانی قدرتمند محلی نیز به همین ترتیب پیشنهاد می‌کند که رحیمی فردی پرحاشیه است. رحیمی به شریفی تصریح می‌کند که این اشاره‌ها خود محصول یک پیشروی ناخواسته است که از سوی یکی از سرپرستان روزنامه‌نگار در تهران انجام شده‌است، که خواستار تماس با او پس از کار برای پیشبرد حرفه او را داشته‌است. موقعیت رحیمی به عنوان یک غریبه، از تعاملات سخت عاطفی او با خانواده‌های قربانیان و در یک مورد، گفتگوی مقدماتی با یک کارگر جنسی در شب قتل او خبر می‌دهد.
زندگی شخصی عظیمی با جزئیاتی به تصویر کشیده می‌شوند. او دارای سه فرزند، همسری دلسوز و شبکه‌ای از همرزمان از کهنه‌سربازان جنگ ایران و عراق است. درد عاطفی عظیمی از دوران خدمتش مشهود است و او از نرسیدن به شهادت احساس ناکامی می‌کند. ارادت عظیمی به خانواده‌اش در مقابل قتل‌های وحشیانه او قرار می‌گیرد. یک قتل در خانه او اتفاق می‌افتد و تقریباً با ورود همسرش قطع می‌شود. عظیمی با عجله موفق می‌شود جسد را در قالیچه پنهان کند. در تلخ‌ترین سکانس صحنه، عظیمی در حالی که پای قربانی مرده‌اش را می‌بیند، با همسرش رابطه جنسی برقرار می‌کند. علی، پسر نوجوان عظیمی، پدر خود را یک الگو می‌داند—علی‌رغم خشونتی که گهگاه در تعامل‌هایشان دیده می‌شود.
در نهایت رحیمی و شریفی به اندازه کافی به برنامه، مکان و الگوهای قاتل اطمینان پیدا می‌کنند تا دام خطرناکی را راه بیندازند. رحیمی، در لباس یک زن فاحشه، سوار بر موتورسیکلت عظیمی می‌شود. شریفی آن‌ها را با ماشین تعقیب می‌کند اما آن‌ها را در کوچه پس کوچه‌های شهر گم می‌کند. رحیمی با چاقوی جیبی و ضبط صوت قصد دارد از قاتل اعتراف بگیرد و فرار کند اما به راحتی افشا می‌شود. او پس از کشمکش موفق به فرار می‌شود و با شواهد به پلیس رجوع می‌کند. عظیمی در روزهای آتی در خانه‌اش بازداشت می‌شود.
همان‌طور که پرونده به دادگاه می‌رود، مشخص می‌شود که بخش بزرگی از مردم از جنگ وحشیانه عظیمی علیه زنان تن‌فروش خیابانی حمایت می‌کنند و فشارهایی برای آزادی او وجود دارد. عظیمی که برایش فرصت ادعای دیوانگی فراهم می‌شود، انگیزه‌های مذهبی خود را دوچندان می‌کند و فقط ادعا می‌کند که «دیوانه امام هشتم و خدا» است. از آنجا که متهم آشکارا هشیار و عاقل به‌نظر می‌رسد، دادگاه چاره‌ای جز مجرم‌دانستن او ندارد و او را به اعدام محکوم می‌کند. حامیان انجمن جانبازان او در زندان به دیدارش می‌روند و به او اطمینان می‌دهند که اعدامی در کار نیست و او در روز اعدام توسط یک ماشین از آنجا مخفیانه برده خواهد شد. وقتی زمان فرا می‌رسد، مشخص می‌شود که این یک حیله برای ساکت نگه‌داشتن او بوده‌است و او با ابراز خشم حلق‌آویز می‌شود.
فیلم با لحظه خداحافظی مهربانی بین رحیمی و شریفی پیش از سوارشدن او به اتوبوس به پایان می‌رسد. رحیمی در حین سفر، شواهد ویدئویی جمع‌آوری‌شده در طول پرونده را مرور می‌کند و مصاحبه‌ای با علی، پسر قاتل، نشان داده می‌شود: او با افتخار توضیح می‌دهد که چگونه پدرش بر قربانیانش غلبه و آن‌ها را خفه می‌کرد، و سپس با خواهر کوچک‌ترش سناریوی یکی از آن قتل‌ها را بازی می‌کند.

## بازیگران
- مهدی بجستانی در نقش سعید حنایی (در فیلم با نام سعید عظیمی)، قاتل عنکبوتی که کارگران جنسی را به قتل می‌رساند.
- زر امیرابراهیمی در نقش آرزو رحیمی، روزنامه‌نگاری که هویت قاتل عنکبوتی را کشف می‌کند.
- آرش آشتیانی در نقش شریفی، یکی از همکاران رحیمی که در کشف هویت قاتل عنکبوتی به او کمک می‌کند.
- فروزان جمشیدنژاد در نقش فاطمه، همسر سعید
- سینا پروانه در نقش رستمی (افسر پلیس)
- نیما اکبرپور در نقش غلامرضا منصوری، قاضی که حکم اعدام عظیمی را داد.[۶]
- مصباح طالب در نقش علی، فرزند سعید و فاطمه
- فیروز عاقلی در نقش حاجی
- سارا فضیلت در نقش زینب
- آلیس رحیمی در نقش سمیه
- آریانه نظری در نقش صغری

## تولید
علی عباسی در زمان وقوع این قتل‌ها در تهران دانشجو بود و از واکنش محافظه‌کارانه‌ای که حنایی را به عنوان یک قهرمان معرفی می‌کرد و اینکه چقدر طول کشید تا پلیس او را دستگیر کند، گیج شده بود. او مدت کوتاهی پس از دیدن مصاحبهٔ حنایی در مستند و عنکبوت آمد در سال ۲۰۰۲ شروع به نوشتن نسخه‌های فیلم کرد. عباسی گفت: «به طرز عجیبی، واقعاً برخلاف میل خودم، نسبت به آن مرد احساس همدردی کردم. من فکر می‌کنم جنبه‌ای روان‌پریشی در لذت‌جویی قتل‌های او و تمایلات جنسی پیچیده و غیره وجود داشت، اما همچنین معصومیتی در او نیز وجود داشت. این بیشتر در مورد این بود که چگونه یک جامعه یک قاتل زنجیره‌ای ایجاد می‌کند.» پیش‌نویس‌های نخستین با وفاداری بیشتری وقایع را دنبال می‌کردند، اما عباسی در نهایت از آن‌ها منحرف شد و شخصیت یک روزنامه‌نگار زن را ابداع کرد، زیرا احساس می‌کرد فیلم باید نه تنها بر قاتل بلکه بر زن‌ستیزی نیز تمرکز کند.
قصد من ساخت فیلمی دربارهٔ یک قاتل زنجیره‌ای نبود بلکه می‌خواستم فیلمی دربارهٔ جامعهٔ یک قاتل زنجیره‌ای بسازم. این در مورد زن‌ستیزی ریشه‌دار در جامعه ایران است که به‌طور خاص مذهبی یا سیاسی نیست، بلکه فرهنگی است [...] به جای ساختن فیلم دیگری دربارهٔ روش‌های مختلف مرد برای کشتن و مثله‌کردن زنان، می‌خواهیم بر پیچیدگی موضوع و مخاطرات طرف‌های مختلف، به‌ویژه از طرف قربانیان تأکید کنیم.
ترجمه‌شده از مصاحبهٔ انگلیسی
— علی عباسی، بیانیهٔ مطبوعاتی جشنواره فیلم کن ۲۰۲۲
ساخت فیلم به‌طور رسمی در ۲۰۱۶ آغاز شد که پس از موفقیت فیلم مرز از عباسی در سال ۲۰۱۸ تقویت شد. سازندگان فیلم ابتدا سعی کردند در ایران فیلم‌برداری کنند، اما این کار تا سال ۲۰۱۹ کنار گذاشته شد.
فیلم عنکبوت مقدس که پیش‌تر با نام دیگری تقاضای پروانهٔ ساخت در ایران را داشت، با دست رد مسئولان وقت سینمایی مواجه شد. بدون هرگونه مجوز و هماهنگی با مسئولین سینمایی کشور اقدام به تهیه و تولید فیلم خود در خارج از کشور و با سرمایهٔ خارجی کرده و مضمونی که برای تبدیل به یک اثر سینمایی انتخاب کرده خیلی قبل‌تر توسط آقای ایرج‌زاد در داخل کشور تولید و به اکران رسیده‌است.— روح‌الله سهرابی، مدیرکل وقت دفتر نظارت بر عرضه و نمایش فیلم سازمان سینمایی کشور، 
در نهایت، اجازهٔ فیلم‌برداری در ایران به علی عباسی داده نشد.
شهاب حسینی با انتشار متنی در صفحه اینستاگرام خود اعلام کرد پیشنهاد بازی در این فیلم را به دلیل «عدم علاقه به موضوع و نگاه کارگردان» نپذیرفته‌است. برنامه‌ای برای فیلم‌برداری در اردن در آغاز سال ۲۰۲۰ ساخته شد که به دلیل دنیاگیری کووید-۱۹ چندین بار به عقب انداخته شد. سپس، در اواخر سال ۲۰۲۰، تصمیم گرفته شد تا تولید به ترکیه منتقل شود، جایی که محدودیت‌های کووید کمتر بود، اما این امر توسط مقامات ترکیه متوقف شد. عباسی گفته‌است که این به دلیل دخالت دولت ایران بوده‌است. تولید فیلم سپس به اردن بازگشت، جایی که فیلم‌برداری در نهایت در ماه مه ۲۰۲۱ آغاز شده و ۳۵ روز به طول انجامید.
عباسی گفت که بجستانی با ایفای نقش قاتل ریسک بزرگی انجام داده‌است. امیرابراهیمی در ابتدا فقط به عنوان مسئول انتخاب بازیگران در این فیلم حضور داشت، اما پس از کنار گذاشتن بازیگری که قرار بود نقش خبرنگار را بازی کند، به عنوان خبرنگار انتخاب شد. هنگامی که امیرابراهیمی مسئول انتخاب بازیگران بود، از فروزان جمشیدنژاد که با او دوستی چندساله‌ای داشت، دعوت کرد تا بازیگر عنکبوت مقدس شود؛ عباسی نیز از جمشیدنژاد استقبال کرد. جمشیدنژاد دربارهٔ انتخاب بازیگران در عنکبوت مقدس، در مصاحبه‌ای با رادیو فردا گفت: «از خیلی از بازیگرها چه در داخل ایران و چه خارج از ایران تست گرفته شده بود و خیلی‌ها را دیده بودند و در نهایت به این انتخاب‌ها رسیده بودند.» جمشیدنژاد در این مصاحبه همچنین اعلام کرد که اگر عنکبوت مقدس در ایران تولید می‌شد، قطعاً او بازیگرش نمی‌شد.
این فیلم یارانه‌های تولید را به مبلغ ۲۴۰٫۰۰۰ یورو از آژانس تأمین مالی فیلم آلمان، ۲۵۰٫۰۰۰ یورو از مدین‌بورد برلین-براندنبورگ، ۴۱۰٫۰۰۰ یورو از یورایمجرز، ۹۰٫۰۰۰ یورو از صندوق تأمین مالی فیلم هامبورگ شلسویگ-هولشتاین و حدود ۱۷۴٫۰۰۰ یورو از صندوق فیلم آلمان دریافت کرد. این فیلم توسط پروفایل پیکچرز و وان تو فیلمز تولید شده، و یک همکاری مشترک بین کشورهای آلمان، دانمارک، سوئد و فرانسه است.

## انتشار

### جشنواره‌ها
عنکبوت مقدس نخستین بار در هفتاد و پنجمین دورهٔ جشنواره فیلم کن انتخاب شد و در ۲۲ مهٔ ۲۰۲۲ نمایش داده شد، و جایزه بهترین بازیگر نقش اول زن به زر امیرابراهیمی اهدا شد. این فیلم در ژوئن در جشنواره فیلم سیدنی نمایش داده شد، و در ژوئیه برای رقابت در سی‌ونهمین دوره جشنواره فیلم اورشلیم انتخاب شد. این فیلم در سپتامبر در بخش «نمایش‌های ویژه» در جشنواره بین‌المللی فیلم تورنتو نمایش داده شد، و نخستین نمایش خود را در آلمان در جشنواره فیلم هامبورگ داشت که از ۲۹ سپتامبر تا ۸ اکتبر ۲۰۲۲ برگزار شد.

### سینمایی
این فیلم در فرانسه با عنوان شب‌های مشهد (به فرانسوی: Les Nuits de Mashhad) در ۱۳ ژوئیه ۲۰۲۲ به صورت سینمایی اکران شد. عنکبوت مقدس در ایالات متحده در ۱۶ دسامبر ۲۰۲۲ از طریق یوتوپیا اکران شد، که حقوق فیلم برای آمریکای شمالی را اواخر مهٔ ۲۰۲۲ در معامله‌ای با وایلد بانچ و سی‌اِی‌اِی مِدیا فاینَنس به دست آورده بود؛ فیلم با درجهٔ R از سوی انجمن سینمایی آمریکا رتبه‌بندی شد و گسترده‌ترین اکران یوتوپیا در زمان اکران خود بود. این فیلم در آلمان در ۱۲ ژانویه ۲۰۲۳ توسط آلامود فیلم توزیع شد، و توزیع آن در بریتانیا، ایرلند، آمریکای لاتین و مالزی برعهده موبی است.

## بازخورد

### فروش گیشه
عنکبوت مقدس در مجموع حدود ۱٬۷۰۶٬۵۸۳ دلار در سراسر جهان در گیشه فروش داشت.
این فیلم در فرانسه با عنوان شب‌های مشهد اکران شد و در نخستین اکران آخر هفتهٔ خود با ۳۰٫۰۰۹ بلیت، حدود ۱۵۶٫۶۷۲ دلار فروش داشت. در طول اکران‌های آخر هفتهٔ دوم، سوم و چهارم، این فیلم به ترتیب ۲۱٫۴۲۱، ۱۵٫۴۳۵ و ۱۰٫۳۳۶ بلیت فروش داشت؛ این فیلم در مجموع حدود ۹۸٫۶۷۲ بلیت، حدود ۶۳۵٬۲۹۷ دلار، در گیشهٔ فرانسه فروش داشت.

### پاسخ انتقادی
در وبگاه جمع‌آوری نقد راتن تومیتوز، ٪۸۳ از ۱۳۳ بررسی منتقدان مثبت است، و میانگینِ امتیاز آن ۷٫۲/۱۰ است. اجماع این وبگاه چنین می‌نویسد: «عنکبوت مقدس به نفعِ یک درام‌پردازیِ خشم‌آلودِ احشایی—که از رویدادهای هولناک واقعی الهام‌گرفته شده‌است—از لطافت چشم‌پوشی می‌کند.» این فیلم در متاکریتیک که از میانگین وزنی استفاده می‌کند، بر اساس نظر ۳۰ منتقدین امتیاز ۶۶ از ۱۰۰ را کسب کرده که نشان‌گر «نقدهای عموماً مطلوب» است. سایت فرانسوی آلوسینه بر اساس ۳۳ بررسی مطبوعاتی به این فیلم امتیاز ۳٫۳ از ۵ را اختصاص داده‌است.
مجلهٔ آمریکایی ورایتی در اولین اکران عنکبوت مقدس در جشنوارهٔ کن گزارش داد که این فیلم مورد تشویق ایستادهٔ هفت دقیقه‌ای تماشاگران قرار گرفت؛ جسیکا کیانگ با ستایش از این فیلم برای این مجله نوشت: «وحشت (و بعداً تحسین) بزرگی که قاتل عنکبوتی باعث ایجاد آن شده‌است از شخصیت وی نشأت نمی‌گیرد، بلکه از محیطِ جامعه‌ای رخنه می‌کند که در آن زنان سرکوب می‌شوند؛ این موضوع به طرز هوشمندانه‌ای در چند صحنه، خارج از معماریِ موش‌وگربه‌ایِ این فیلمِ دلهره‌آور، به وقوع می‌پیوندد». تیم رابی منتقد فیلم دیلی تلگراف به این فیلم رتبهٔ ۵ از ۵ ستاره داد و آن را «فیلمی متقاعدکننده، کاملاً-عمدی-وحشتناک و ماهرانه ساخته‌شده» دانست. فیونوالا هالیگان از اسکرین اینترنشنال با تمجید از بازی بجستانی نوشت: «بدون نقش‌آفرینیِ ظریف و تاثیرگذارِ مهدی بجستانی در نقش اصلی، عنکبوت مقدس نمی‌توانست چهرهٔ کسل‌کننده و مبتذل این اهریمن خودتوجیه‌گر را به درستی به‌تصویر بکشد». پیتر هاول منتقد فیلم روزنامهٔ کانادایی تورنتو استار به این فیلم رتبهٔ ۳ از ۴ ستاره داد و آن را «با وجود اقتباس از یک داستان واقعی [...] [به طرز] وحشتناکی سَخت‌باور و غیر قابلِ تماشا» توصیف کرد. پیتر بردشاو منتقد فیلم روزنامهٔ بریتانیایی گاردین به این فیلم رتبهٔ ۳ از ۵ ستاره داد و نوشت: «یک فاکتور غیرقابل‌قبول قطعی در این فیلم وجود دارد، اما صحنهٔ پایانی که متانتِ وَهم‌آور و پشیمان‌نبودنِ سعید را نشان می‌دهد، به خوبی کارگردانی شده‌است».
میشائل مَینز، خبرنگار سینمایی انجمن صنفی تئاترهای هنری فیلم آلمان، نیمهٔ نخست فیلم را با «فیلم‌های آدم‌کش زنجیره‌ای آمریکایی» مقایسه کرد که «به طرز هیجان‌انگیزی [...] جنبه‌هایی از جامعهٔ ایران که در سینمای [آلمان] مشاهده نمی‌شود» را به تصویر می‌کشد. او در ادامه نوشت: «در نیمهٔ دوم با مشخص‌شدن اینکه بخش زیادی از جامعه اقدامات قاتل را تأیید می‌کنند، عباسی دقیقاً همان تصویری را ترسیم می‌کند که غرب از ایران دارد: یک جامعهٔ عمیقاً مذهبی که در آن روحانیت حکومت می‌کند و با تفسیر محافظه‌کارانهٔ خود از قرآن، آزادی زنان را به ویژه محدود می‌کند». مینز در ادامه با مقایسهٔ فیلم‌های اصغر فرهادی با این فیلم بیان کرد که «دوگنجایشیِ اخلاقی‌ای که در فیلم‌های فرهادی یافت می‌شوند را نمی‌توان در این فیلم دید» و آن را یک «کیفرخواستی تمام عیار» دانست که «با بینش‌های غیرمعمول از جامعهٔ ایران، اما بدون هیچ‌گونه بیانیهٔ متمایزی» صحنه‌سازی شده‌است. جیهان بوسفیها در نقدی دوقطبی برای پلی‌لیست به این فیلم رتبهٔ «-B» در مقیاس «+A» تا «F» داد و نوشت: «عنکبوت مقدس در بیشتر موارد یک فیلم دلهره‌آور جذاب است که هنگام تمرکز روی عناصر ژانر خود شکست نمی‌خورد [...] عباسی در نظر داشت با فیلمی نامتعارف باورهای پدرسالارانه‌ای را که عمیقاً در ایران ریشه دوانده‌است، افشا کند [اما] این لزوماً به معنای ترکیب انبوهی از صحنه‌های وحشتناک نیست که هیچ چیز جدیدی را فراتر از بار اول ارائه نمی‌دهند [...] بزرگ‌ترین شکست این فیلم تقلیل یک داستان واقعی—که به مسائلی مختلف از طبقات اجتماعی گرفته تا پدرسالاری و مذهب می‌پردازد—برای ساخت فیلمی همایشی و جمعیت‌خوشایند است». هانا استرانگ از مجلهٔ لیتل وایت لایز همچنین این فیلم را مورد نقد قرار داد و نوشت: «احساس می‌شود که فیلم عباسی بیشتر روی قاتل تمرکز دارد تا روی قربانیان؛ این زنان زندگی و خانوادهٔ خود را داشتند و سزاوار بهتر از آن هستند که نامشان در فهرستی یاد شود».

### جایزه‌ها و نامزدی‌ها
عنکبوت مقدس در سپتامبر ۲۰۲۲ توسط دانمارک برای شرکت در رقابت‌های بهترین فیلم بین‌المللی اسکار انتخاب شد.
| جشنواره                        | تاریخ مراسم               | جایزه                           | دریافت‌کننده                                            | نتیجه    | منبع   |
| ------------------------------ | ------------------------- | ------------------------------- | ------------------------------------------------------ | -------- | ------ |
| جشنواره کن                     | ۱۷ مهٔ ۲۰۲۲                | نخل طلا                         | علی عباسی                                              | نامزدشده | [ ۵۲ ] |
| جشنواره کن                     | ۱۷ مهٔ ۲۰۲۲                | بهترین بازیگر زن                | زر امیرابراهیمی                                        | برنده    | [ ۵۲ ] |
| جشنواره فیلم اورشلیم           | ۳۱ ژوئیه ۲۰۲۲             | بهترین فیلم بین‌المللی           | عنکبوت مقدس                                            | نامزدشده | [ ۵۳ ] |
| جشنواره بین‌المللی فیلم میسکولک | ۱۷ سپتامبر ۲۰۲۲           | جایزه امریک پرسبرگر             | عنکبوت مقدس                                            | نامزدشده | [ ۵۴ ] |
| فنتستیک فست                    | ۲۷ سپتامبر ۲۰۲۲           | بهترین کارگردان                 | علی عباسی                                              | برنده    | [ ۵۵ ] |
| جشنواره فیلم هامبورگ           | ۲۹ سپتامبر — ۸ اکتبر ۲۰۲۲ | کلایدوسکوپ                      | عنکبوت مقدس                                            | نامزدشده | [ ۳۰ ] |
| جشنواره فیلم مونتکلر           | ۳۰ اکتبر ۲۰۲۲             | فیلم داستانی                    | عنکبوت مقدس                                            | نامزدشده | [ ۵۶ ] |
| جشنواره فیلم اروپایی سویل      | ۱۲ نوامبر ۲۰۲۲            | جیرالدیلو طلایی                 | عنکبوت مقدس                                            | نامزدشده | [ ۵۷ ] |
| جشنواره فیلم اروپایی سویل      | ۱۲ نوامبر ۲۰۲۲            | بهترین بازیگر زن                | زر امیرابراهیمی                                        | برنده    | [ ۵۷ ] |
| جوایز فیلم اروپا               | ۱۰ دسامبر ۲۰۲۲            | بهترین فیلم                     | عنکبوت مقدس                                            | نامزدشده | [ ۵۸ ] |
| جوایز فیلم اروپا               | ۱۰ دسامبر ۲۰۲۲            | بهترین کارگردان                 | علی عباسی                                              | نامزدشده | [ ۵۸ ] |
| جوایز فیلم اروپا               | ۱۰ دسامبر ۲۰۲۲            | بهترین فیلمنامه‌نویس             | علی عباسی و افشین کامران بهرامی                        | نامزدشده | [ ۵۸ ] |
| جوایز فیلم اروپا               | ۱۰ دسامبر ۲۰۲۲            | بهترین بازیگر زن                | زر امیرابراهیمی                                        | نامزدشده | [ ۵۸ ] |
| انجمن منتقدان فیلم آستین       | ۱۰ ژانویه ۲۰۲۳            | بهترین فیلم بین‌المللی           | علی عباسی                                              | نامزدشده | [ ۵۹ ] |
| جایزه ستلایت                   | ۱۱ فوریه ۲۰۲۳             | بهترین فیلم سینمایی – بین‌المللی | علی عباسی                                              | نامزدشده | [ ۶۰ ] |
| حلقه منتقدان فیلم ونکوور       | ۱۳ فوریه ۲۰۲۳             | بهترین فیلم خارجی‌زبان           | علی عباسی                                              | نامزدشده | [ ۶۱ ] |
| جوایز بودیل                    | ۲۵ مارس ۲۰۲۳              | بهترین فیلم دانمارکی            | علی عباسی                                              | نامزدشده | [ ۶۲ ] |
| جوایز بودیل                    | ۲۵ مارس ۲۰۲۳              | بهترین فیلمنامه                 | علی عباسی و افشین کامران بهرامی                        | برنده    | [ ۶۲ ] |
| جوایز بودیل                    | ۲۵ مارس ۲۰۲۳              | بهترین بازیگر زن                | زر امیرابراهیمی                                        | نامزدشده | [ ۶۲ ] |
| جوایز بودیل                    | ۲۵ مارس ۲۰۲۳              | بهترین بازیگر مرد               | مهدی بجستانی                                           | نامزدشده | [ ۶۲ ] |
| جایزه روبرت                    | ۳ فوریه ۲۰۲۳              | بهترین فیلم دانمارکی            | جیکوب جارک، سول باندی، علی عباسی و افشین کامران بهرامی | برنده    | [ ۶۳ ] |
| جایزه روبرت                    | ۳ فوریه ۲۰۲۳              | بهترین کارگردان                 | علی عباسی                                              | برنده    | [ ۶۳ ] |
| جایزه روبرت                    | ۳ فوریه ۲۰۲۳              | بهترین فیلمنامه اصلی            | علی عباسی و افشین کامران بهرامی                        | برنده    | [ ۶۳ ] |
| جایزه روبرت                    | ۳ فوریه ۲۰۲۳              | بهترین بازیگر نقش اول مرد       | مهدی بجستانی                                           | نامزدشده | [ ۶۳ ] |
| جایزه روبرت                    | ۳ فوریه ۲۰۲۳              | بهترین بازیگر نقش اول زن        | زر امیرابراهیمی                                        | برنده    | [ ۶۳ ] |
| جایزه روبرت                    | ۳ فوریه ۲۰۲۳              | بهترین بازیگر نقش مکمل مرد      | آرش آشتیانی                                            | برنده    | [ ۶۳ ] |
| جایزه روبرت                    | ۳ فوریه ۲۰۲۳              | بهترین بازیگر نقش مکمل زن       | آلیس رحیمی                                             | نامزدشده | [ ۶۳ ] |
| جایزه روبرت                    | ۳ فوریه ۲۰۲۳              | بهترین بازیگر نقش مکمل زن       | فروزان جمشیدنژاد                                       | نامزدشده | [ ۶۳ ] |
| جایزه روبرت                    | ۳ فوریه ۲۰۲۳              | بهترین طراحی تولید              | لینا نوردکویست                                         | برنده    | [ ۶۳ ] |
| جایزه روبرت                    | ۳ فوریه ۲۰۲۳              | بهترین فیلمبرداری               | ندیم کارلسن                                            | برنده    | [ ۶۳ ] |
| جایزه روبرت                    | ۳ فوریه ۲۰۲۳              | بهترین طراحی لباس               | حنادی خرما                                             | نامزدشده | [ ۶۳ ] |
| جایزه روبرت                    | ۳ فوریه ۲۰۲۳              | بهترین آرایش                    | فرح جادانه                                             | نامزدشده | [ ۶۳ ] |
| جایزه روبرت                    | ۳ فوریه ۲۰۲۳              | بهترین تدوین                    | اولیویا نیرگارد-هولم و هایده صفی‌یاری                   | برنده    | [ ۶۳ ] |
| جایزه روبرت                    | ۳ فوریه ۲۰۲۳              | بهترین طراحی صدا                | راسموس وینتر جنسن                                      | برنده    | [ ۶۳ ] |
| جایزه روبرت                    | ۳ فوریه ۲۰۲۳              | بهترین موسیقی متن               | مارتین دیرکوف                                          | برنده    | [ ۶۳ ] |
| جایزه روبرت                    | ۳ فوریه ۲۰۲۳              | بهترین جلوه‌های بصری             | پیتر هیورث                                             | برنده    | [ ۶۳ ] |

## جنجال‌ها و حواشی
نمایش عنکبوت مقدس در جشنوارهٔ فیلم کن، واکنش‌ها و حاشیه‌های زیادی را در شبکه‌های اجتماعی برانگیخت. فیلم با واکنش تند مجموعه‌های امنیتی نظام جمهوری اسلامی ایران مواجه شد و بسیاری از مقامات و رسانه‌های وابسته به نظام جمهوری اسلامی ایران به آن واکنش نشان دادند. حامیان، رسانه‌ها و مقام‌های نظام جمهوری اسلامی ایران، عنکبوت مقدس را توهین به مقدسات اسلام و شیعه می‌دانند و در نماز جمعه در شهرهای گوناگون ایران هم از آن انتقاد کرده‌اند.
سازمان سینمایی کشور دربارهٔ این فیلم بیانیه‌ای منتشر کرد، تقدیر جشنوارهٔ کن از این فیلم را «مغرضانه و سیاسی» خواند و خواستار مداخله شورای صیانت‌خانهٔ سازمان دربارهٔ حواشی حضور سینماگران ایرانی در این جشنواره شد. این سازمان همچنین گفت: «[عوامل و دست‌اندرکاران این فیلم می‌خواهند] مسیری را طی کنند که سلمان رشدی‌ها و آتش‌زنندگان قرآن کریم رفته‌اند.» و از فرانسه و جشنوارهٔ کن خواست تا نسبت به «احساسات جریحه‌دار میلیون‌ها شیعه» پاسخگو باشند.
محمدمهدی اسماعیلی وزیر فرهنگ و ارشاد اسلامی، عنکبوت مقدس را فیلمی «مشمئزکننده، زشت و غیرواقعی» خواند، جشنوارهٔ کن را سیاست‌زده توصیف کرد و گفت: «کسانی که در ایران با عوامل این فیلم همکاری داشته باشند مجازات خواهند شد.»
محمد هاشمی، معاون حقوقی وزارت فرهنگ و ارشاد اسلامی، سخن محمدمهدی اسماعیلی را تأیید کرد، بر تعقیب حقوقی و قانونی افراد مرتبط با این فیلم تأکید کرد و گفت: «هر کسی با هر عنوانی در ساخت این فیلم همکاری داشته‌است، در صورتی که داخل کشور باشد، دنبال می‌کنیم.»
روزنامهٔ کیهان به انتخاب جشنوارهٔ فیلم کن انتقاد کرد: «جشنوارهٔ کن ۲۰۲۲ با رویکرد سیاست‌زده و ضدنژادی اقدام به انتخاب فیلم‌ها و سینماگران ایرانی زده‌است.»
فروزان جمشیدنژاد، از بازیگران این فیلم در واکنش به توجه زیاد سازمان صدا و سیمای جمهوری اسلامی ایران به این فیلم گفت: «یک عده از این قضیه دارند به نفع خود استفاده می‌کنند تا در مقابل فساد اقتصادی و فقر موجود در جامعه، با افکار عمومی بازی کنند.»
کیهان لندن نوشت: «خشم مقامات ایرانی از این فیلم به دلیل هم‌ذات‌پنداری با سعید حنایی [است] و [همین‌طور برای] این که فیلم را مهاجران ایرانی بدون سانسور ساختند.»
مهدی تهرانی منتقد سینما و استاد مطالعات عالی فیلم پردیس هنرهای زیبای دانشگاه تهران در یادداشتی برای خبرآنلاین کیفیت فیلم را مورد انتقاد قرار داد اما از جشنوارهٔ فیلم کن دفاع کرد.
ابراهیم ایرج‌زاد یادداشتی علیه علی عباسی، کارگردان فیلم عنکبوت مقدس، منتشر کرد و او را متهم به دزدیدن فیلم‌نامهٔ فیلمِ خودش عنکبوت (۱۳۹۸) کرد.
روح‌الله سهرابی، مدیرکل وقت دفتر نظارت بر عرضه و نمایش فیلم سازمان سینمایی کشور، ادعا کرد که هدف این فیلم «اسلام‌هراسی و ایران‌ستیزی و ارائهٔ چهره‌ای هیولایی و اهریمنی از مسلمانان و در رأس آن‌ها ایران و ایرانی» است. وی همچنین گفت: «سازمان سینمایی، با همهٔ عوامل ایرانی این فیلم که به نوعی در تهیه و تولید آن نقشی داشته‌اند، برخورد خواهد کرد.»
نمایندگان ادیان در مجلس شورای اسلامی، عنکبوت مقدس را «تکرار بی‌شرمی و جسارت به ساحت مقدس قرآن کریم» و جشنوارهٔ کن را «[جشنواره‌ای که] تحت سیطره و فرمان‌های دولت فرانسه برگزار می‌شود» توصیف کردند.
سید محمد حسینی (سیاستمدار)، معاون امور مجلس رئیس‌جمهور ایران، سازندگان عنکبوت مقدس را «وطن‌فروش، خودفروخته و احمق» توصیف کرد و گفت: «این فیلم را ساختند تا چهرهٔ نیروهای حزب‌اللهی متدین را مخدوش کنند.» وی همچنین مشهد را «پایتخت معنوی ایران» نامید و سازندگان فیلم را «[کسانی که] پی آسیب‌رسانی به جایگاه امام هشتم شیعیان [هستند]» توصیف کرد.
بازیگران این فیلم پس از اکران فیلم در جشنوارهٔ کن پیام‌های تهدیدآمیزی دریافت کردند، فروزان جمشیدنژاد و زر امیرابراهیمی تأیید کردند که پیام‌های تهدیدآمیزی برای آن‌ها ارسال شده‌است، زر امیرابراهیمی در مصاحبه‌ای با سی‌ان‌ان گفت: «تاکنون حدود ۲۰۰ پیام تهدیدآمیز دریافت کرده‌ام.»